# Eudald Canivell i Masbernat
Eudald Canivell i Masbernat, de vegades escrit Canibell, (Barcelona, 26 de novembre de 1858 - ibídem, 2 d'abril de 1928) fou un dibuixant, impressor i tipògraf, a més de bibliotecari de la Biblioteca Arús de Barcelona.

## Biografia
Va néixer a Barcelona fill de Valentí Canivell i Surroca, de Ripoll, i de Carme Masbernat i Genoé, de Lloret de Mar. Inicialment treballà com a il·luminador de naips, moltes de les col·leccions dels quals són avui molt cotitzades, i més tard treballà com a tipògraf impressor. El 1876 fou un dels fundadors de l'Associació Catalanista d'Excursions Científiques al turó de Montgat, i el 1881 fou membre de la comissió federal de la Federació de Treballadors de la Regió Espanyola. Del 1895 al 1922 fou bibliotecari de la Biblioteca Arús. L'any 1891 publicà el butlletí El Arte de la Imprenta i a la foneria tipogràfica d'Antoni López, va dissenyar el tipus gòtic Tortis (1891) i el Gòtic Incunable (1904). Amb el dibuixant Josep Lluís Pellicer i l'impressor Josep Cunill fundà el 1897 l'Institut Català de les Arts del Llibre i una escola pràctica professional, que foren dissolts el 1939. També va dirigir La Ilustració Catalana (1880), la Revista Gràfica (1900), i l'"Anuario Tipográfico" de la Casa Neufville (1910-1922). També fou redactor de la revista L'Avenç. Participà en el Primer Congrés Catalanista del 1880, fou redactor de L'Avenç del 1881 al 1893 i organitzà l'Exposició del Llibre Català de 1906.
Es va casar amb Antònia Buxó. Va morir a conseqüència d'un accident el 2 d'abril de 1928.

## Obres
- Efemérides de la tipografía española y americana (1891)
- Guia de Montserrat (1898)
- Heribert Mariezcurrena i la introducció de la fototípia i del gravat a Espanya (1900)
- Álbum caligráfico universal (1901)
- Estudi iconogràfic del rei Jaume I el Conqueridor (1909)
- Bibliografia Medical de Catalunya (1918)